# M.O.R.T.
M.O.R.T. je hrvatski autorski rock, punk, blues band iz Sinja, žestokog zvuka i živih nastupa.

## Biografija
M.O.R.T. kao garažni band postoji od 2003., osnovan od strane članova Ivana Katića zvanog John, Bože Blajića zvanog Zvrk te Jakova Maleša zvanog Kikos. Ta tri člana od samog početka čine kostur banda dok se kroz povijest sastava članova banda provuklo još nekoliko imena suradnika kao što su Filip Jerkan, Luka Botica, Luka Šipek, Josip Marković - Boza, Goran Bikić i drugi.
Nastupio je na Split Rock Festu 2012. godine.
Prilikom snimanja za etiketu Zdenka Franjića Slušaj najglasnije svog demoalbuma Vrhunsko dno krajem 2012. godine bandu se pridružuje sada stalni član bubnjar Milan Mijač - Mile, sam album je objavljen u ljeto 2013. Od tada su održali brojne nastupe u Hrvatskoj, BiH, Sloveniji, Srbiji i Crnoj Gori,; često samostalno ali i na festivalima od kojih se ističe pobjeda na Jelen Demofestu u Banjoj Luci, pobjeda na Rock Off-u, finale HR demo kluba 2012. i treće mjesto na WHF-u 2013. godine.
U srpnju 2014. godine izlazi album Odjel za žešće koji je pobrao odlične kritike i epitet albuma godine na nekim glazbenim portalima. Ovaj album je snimljen nakon što je band osvojio glavnu nagradu od 5000 € na Jelen Demofestu u Banja Luci. Ovaj album je primljen odlično od publike i glazbene kritike te je pogurao M.O.R.T. u značajnije sastave na prostoru RH.
2015. godine sastav je nominiran za nagradu Porin u kategoriji Novi izvođač.
Krajem 2015. snimaju album Tužna kocka, te već sljedeće godine predstavljaju singlove s tog izdanja. Album službeno izlazi 1. travnja 2016., znakovito na takozvani Dan laži. Ovaj album je kao i prethodni izrazito dobro prihvaćen i pohvaljen od strane glazbene kritike.
5. rujna 2019. godine M.O.R.T. objavljuje prvi album na engleskom jeziku pod nazivom "Standing Runningman". Kratkim izlascima iz okvira uobičajenih nastupa po zemljama regije, odlučuju se za nastupe u Velikoj Britaniji i upoznavanje te publike s energičnosti, vrhunskim performansom i glazbenim doživljajem svog benda. Sve pjesme na albumu su autorske dok na dvije imaju goste suradnike u vidu Jelene Marković Miličević čelistice na pjesmi "Standing, Running" te na pjesmi "O jeziku"  Milica Džebrić, Nebojša Gačić, Monika Grubišić Čabo, Jasmina Kazačić i Marko Perčić. 
Svojim djelovanjem i izrazitim trudom M.O.R.T. je na glazbenu scenu izvukao inače pritajene sinjske glazbenike od kojih valja napomenuti sastave DarkvuD i Shewa, premda u vrlo malom prostoru što po broju stanovnika malom i što geografski tiče postoji i više od deset bandova koji traže svoj put, a kao uzor vide M.O.R.T. više kao model uspjeha a manje kao žanrovski uzor jer je većina bandova autorska i imaju svoj stil.
14. svibnja 2023. godine, članovi benda Ivan Katić - John i Jakov Maleš - Kikos su gostovali u talk showu HRT Nedjeljom u 2 i u 3 koju vodi Aleksandar Stanković.

## Utjecaji
Premda M.O.R.T. izlaže svoj repertoar pjesama u različitim žanrovima, koketirajući s gotovo svim rock, punk i blues žanrovima glazbe kao najveći utjecaj prema svom izražaju navode Boba Dylana, Beatlese, Nirvanu,  The Doorse, Terry Pratchett, Jack Kerouaca - On the road, Hunter S. Thompsona, Prodigya, Jimi Hendrixa, Led Zeppelin, Ramonese, Majke, KUD Idijoti, alkohol, LSD, halucinogene biljke i mnogo drugih.

## Diskografija

### Albumi i pjesme na albumima
- Samo hrabro i bezveze! - ( Los Angeles Agency 2023.)

1. Mali glas
2. Osoba A
3. Krnjeval
4. Mamuran
5. Imam sve
6. Pivac
7. Ćaća
8. Svijet se sužava
9. Van Pameti
10. Novo lice
11. Tiho srce

- Standing Runningman - ( Los Angeles Agency 2019.)

1. I Don’t Believe In You
2. Bastard Child
3. We Are Born (Bam Bam)
4. Good Song About Good Stuff Happening Just Around The Corner
5. Standing Running
6. Never
7. Society Breakdown
8. Hold Me Now
9. If I Don’t Make It
10. O jeziku

- Tužna kocka - (Croatia Records 2016.)

1. Grli me iz pluća
2. Kroz vječnost
3. Misao
4. Bog
5. Na cesti
6. U najljepšoj priči
7. Olovni vojnici
8. Logor
9. Lažna Arkadija
10. Zaključane sobe
11. Plamen što kriješ
12. Draga majko
13. Volim
14. Jotipova farma

- Odjel za žešće - (Croatia Records 2014.)

1. Rea
2. Nina
3. Anđele čuvaru
4. Nikotinska kriza
5. Mak
6. Kodžo
7. Problem
8. Špiljski čov’k
9. Mel Gibson
10. Meni se skače
11. Buka u glavi
12. Pas
13. Začaran
14. Tango (radio edit)

- Vrhunsko dno - (Slušaj najglasnije 2013.)

1. Nećemo u smeće
2. Invalidi
3. Lucifer
4. Mali Isus
5. Duh života
6. Samo se ti smiji
7. Austrija
8. Tango
9. 67 sati bez sna
10. Nibiru
11. Nervozni Mile (bonus)

## Video spotovi za pjesme
Do sad je M.O.R.T. objavio spotove za pjesme:
- Meni se skače - redatelj: Vladan Janković, kamera i montaža: Vladan Janković, pomoćnik kamermana: Uroš Knez
- Tango - produkcija: nevideno.com, kamera: Nevio Smajić i Ivan Šejić Sheky
- Nina - redatelj: Nevio Smajić, nevideno.com
- Buka u glavi - kamera i režija: Karlo Jakić, Niko Gulam, montaža i postprodukcija: Niko Gulam, ideja: Neda Mandić
- Plamen što kriješ - produkcija: nevideno.com, kamera: Nevio Smajić. U glavnoj ulozi najstariji sinjski bubnjar Nikica Čović.
- Pas - redatelj: Ante Gugić, kamera/montaža/color korekcija: Ante Gugić scenarij: M.O.R.T. i Ante Gugić
- Austrija - snimano 3. siječnja 2014. u Vojarni u Sinju (SUK) opremu posudili od Kinokluba Split snimanje i montaža: Anđela Vidić
- Volim - režija: Marcella Zanki, kamera: "Kreativna agencija" Milan Latković i Duje Kundić, montaža i postprodukcija: Sandro Baraba
  - Volim (pravi nespot)  - kamera: Nevio Smajić - nevideno.com, montaža i postprodukcija: Nevio Smajić - nevideno.com
- Na cesti - režija: Marcella Zanki, kamera: "Kreativna agencija" Milan Latković i Duje Kundić, montaža i postprodukcija: Sandro Baraba
- Špiljski čov’k - redatelj: Augustin Tino Bilandžić, snimatelji: Augustin Tino Bilandžić i Dražen Delija, scenarij: Augustin Tino Bilandžić i M.O.R.T.
- U najljepšoj priči - datum objavljivanja 27. veljače 2017. godine,  kamera: Nevio Smajić i Mario Borščak, glumci: Josip Brakus, Romano Dautanac i članovi benda, snimano u Sinju u hangaru aerokluba Sinj (dio s bendom) i u Zagrebu (ostatak spota).[15]
- Olovni vojnici - Peti singl s albuma Tužna kocka. Režija: Rino Barbir, fotografija: Rino Barbir, asistentica režije: Sara Ivelić, rasvjeta: Nino Marini, montaža: Sandro Baraba, Rino Barbir. Produkcija: Kino Klub Split. Datum objavljivanja: 21. stu 2017.
- Standing, Runninig - prvi video spot s albuma "Standing Runningman", režija: Nevio Smajić i Mario Borščak, glumci: Nikica Čović, Jelena, Ana, Ado, Joe, Čičko, Điđi i Domagoj.
- Imam sve - spot za prvi singl za album Samo hrabro i bezveze, režija, kamera i montaža: nevideno.com - Nevio Smajić i Mario Borščak. Snimano u Zagrebu u klubu Katran Pojavljuju se: Romano D. Franto, Sara, Bilja, Dijana, Monika, Dugi, Brane, Hrvoje, Markan, Magarac, David, Sergej, Davor, Crv, Danijel, Eugen, Marin - Ujko Stanley. Datum objave 10. studenog 2022. godine.
- Svijet se sužava - drugi singl za albuma Samo hrabro i bezveze,  režija: Bojan Koštić, kamera: Konrad Mulvaj i Bojan Koštić, montaža: Bojan Koštić i Konrad Mulvaj, asistentica montaže: Petra Travinić.
- Mamuran treći singl s albuma Samo hrabro i bezveze, režija, montaža: Marina Uzelac, direktor fotografije, asistent montaže, postprodukcija slike: Bojan Koštić, scenarij: Marina Uzelac, Ivan Ščapec, producenti: M.O.R.T.
- Osoba A - četvrti singl s albuma Samo hrabro i bezveze, režija i montaža: Marina Uzelac, direktor fotografije i postprodukcija slike: Bojan Koštić,  producenti: M.O.R.T.

U većini spotova M.O.R.T. kao sudionike u snimanju spota provede svoje prijatelje, bliske poznanike i obožavatelje. Snimanja spotova provedu u samom gradu i okolici Sinja, Zagrebu, mjestu Gljev, Vučipolje (Hrvace), Dabar (Hrvace) na lokaciji Točilo i privatnim stanovima pojedinaca, hangaru aerokluba Sinj i drugdje.

## Zanimljivosti
M.O.R.T. je u Sinju jedan od osnivača udruge SUK (Sinjska Umjetnička Komuna) koji zajedno sa SKUP-om (Sinjski kulturni Urbani Pokret) već duži niz godina su organizirali kulturno, glazbeno i umjetničkih događanja u prostorima napuštene vojarne "Ivaniša Nelipića". 20. siječnja 2018. godine zgrada vojarne je izgorjela u požaru čiji uzrok nije otkriven, sumnja se kao uzrok požara na dotrajale električne instalacije. Nakon ovog požara trajno je izgubljen prostor za okupljanje mladih i održavanje glazbeno-kulturnih događaja koje su organizirali mladi jer grad Sinj zgradu Doma mladeži već duži niz godina iznajmljuje na korištenje privatnim korisnicima a zgrada Palacine nikad nije ni bila adekvatan prostor za takve događaje. 
S.A.R.S. (Sinjski Alternativni Rock Susreti) su jedna od perjanica rada ove dvije udruge. Na ovom dvodnevnom događaju su tijekom više od deset godina nastupila eminentna imena kako hrvatske tako i regionalne glazbene scene.
Gljevstock je također jedan od glazbenih događaja koji su nastali djelovanjem M.O.R.T.-a i SUK-a te se održali dugi niz godina kao mjesto gdje susreću amaterski rock i ini sastavi s područja Cetinske krajine i šire.

## Pogledati još
- DarkvuD
- Shewa

## Vanjske poveznice
- Službene stranice M.O.R.T.